# Гонсалес (Флорида)
Гонсалес (англ. Gonzalez) — статистически обособленная местность, расположенная в округе Эскамбия (штат Флорида, США) с населением в 11 365 человек по статистическим данным переписи 2000 года.

## География
По данным Бюро переписи населения США статистически обособленная местность Гонсалес имеет общую площадь в 39,89 квадратных километров, из которых 39,63 кв. километров занимает земля и 0,26 кв. километров — вода. Площадь водных ресурсов округа составляет 0,65 % от всей его площади.
Статистически обособленная местность Гонсалес расположена на высоте 46 м над уровнем моря.

## Демография
По данным переписи населения 2000 года в Гонсалесe проживало 11 365 человек, 3309 семей, насчитывалось 4086 домашних хозяйств и 4260 жилых домов. Средняя плотность населения составляла около 284,91 человек на один квадратный километр. Расовый состав населённого пункта распределился следующим образом: 88,02 % белых, 7,65 % — чёрных или афроамериканцев, 0,80 % — коренных американцев, 1,49 % — азиатов, 0,02 % — выходцев с тихоокеанских островов, 1,61 % — представителей смешанных рас, 0,41 % — других народностей. Испаноговорящие составили 1,67 % от всех жителей статистически обособленной местности.
Из 4086 домашних хозяйств в 40,0 % воспитывали детей в возрасте до 18 лет, 68,3 % представляли собой совместно проживающие супружеские пары, в 9,7 % семей женщины проживали без мужей, 19,0 % не имели семей. 15,2 % от общего числа семей на момент переписи жили самостоятельно, при этом 5,0 % составили одинокие пожилые люди в возрасте 65 лет и старше. Средний размер домашнего хозяйства составил 2,78 человек, а средний размер семьи — 3,09 человек.
Население статистически обособленной местности по возрастному диапазону по данным переписи 2000 года распределилось следующим образом: 28,5 % — жители младше 18 лет, 7,3 % — между 18 и 24 годами, 30,1 % — от 25 до 44 лет, 25,3 % — от 45 до 64 лет и 8,9 % — в возрасте 65 лет и старше. Средний возраст жителей составил 37 лет. На каждые 100 женщин в Гонсалесe приходилось 96,1 мужчин, при этом на каждые сто женщин 18 лет и старше приходилось 93,3 мужчин также старше 18 лет.
Средний доход на одно домашнее хозяйство статистически обособленной местности составил 50 134 доллара США, а средний доход на одну семью — 55 643 доллара. При этом мужчины имели средний доход в 38 819 долларов США в год против 26 018 долларов среднегодового дохода у женщин. Доход на душу населения статистически обособленной местности составил 50 134 доллара в год. 7,5 % от всего числа семей в населённом пункте и 8,0 % от всей численности населения находилось на момент переписи населения за чертой бедности, при этом 12,4 % из них были моложе 18 лет и 3,8 % — в возрасте 65 лет и старше.